# جمعية الجمهورية
جمعية الجمهورية (بالبرتغالية: Assembleia da República‏) هي الهيئة التشريعية في موزمبيق، وتتكون من 250 مقعداً.